# Гојко Самарџић
Гојко Самарџић (Грахово, 1897 – Москва, март 1939) је био српски револуционар и комуниста.

## Биографија
Рођен је 1897. године у Грахову. Члан КП Југославије је био од њеног оснивања 1919. године.
Године 1925. је покренуо лист „Искра“, с поднасловом независни политички и друштвени лист. Након два броја која су изашла у Београду, лист је престао да постоји.
Самарџић се посебно бавио црногорским питањем. Он је сматрао да је Црна Гора историјски засебно постала јединица у политичком, економском, културном смислу. Године 1926, изрекао је оцену да „досадашњи рад црногорских федералиста треба да претрпи најоштрију критику како у погледу акционом тако и у погледу програмском“, јер „њихов програм, непочивајући ни на каквој научној бази нити објективној анализи економске и политичке ситуације у свету, на Балкану, у Југославији и у Црној Гори, пун је ситнобуржоаских иллузија и заблуда“. Комунистичка партија Југославије је стајала иза овакве оцене.
У Југославији је због политичих убеђења био ухапшен и осуђен на шест месеци затвора. Након изласка из затвора, емигрирао је у СССР.
Марта 1939. године, Самарџић је у Совјетском Савезу стрељан током чистке.

## Дела
- „О Црногорском питању“